# Vakuumisolering

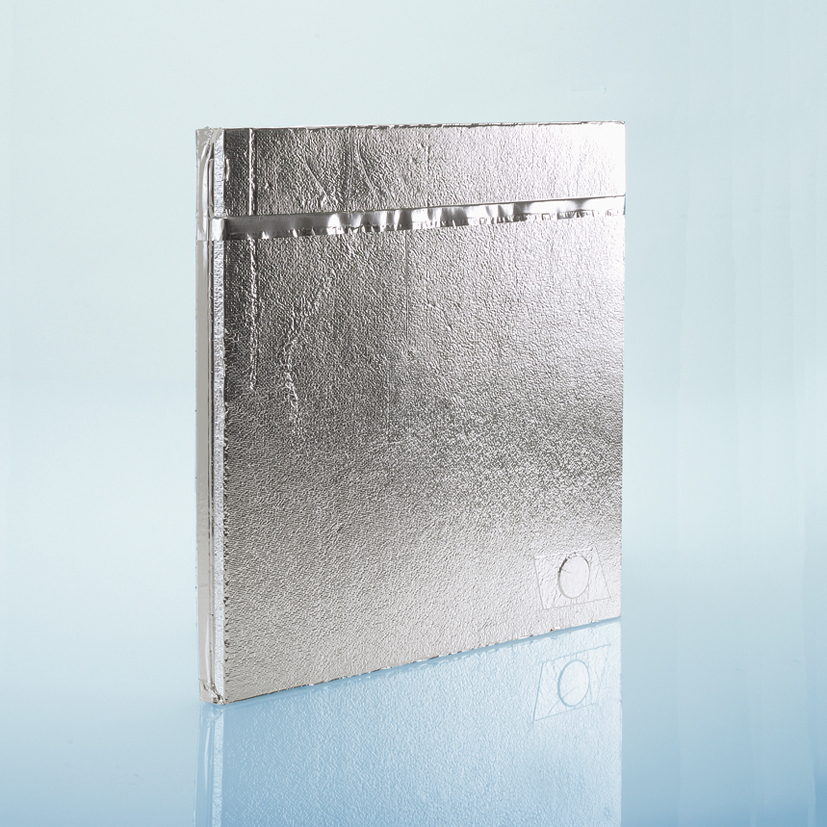
Vakuumisolerad platta.

Vakuumisolering är isolering med hjälp av vakuum. Värmeöverföring sker genom konduktion, konvektion och/eller värmestrålning. Använder man vakuum där värmen måste passera tar man i princip bort konduktion och konvektion eftersom det inte finns något att leda genom (konduktion) eller någon fluid som kan röra sig (konvektion). Återstår enbart värmestrålningen. Denna kan i sin tur minskas genom att använda flera lager av reflekterande folie, gärna innesluten i vakuumet (dock vidrörande endast ena ytan, annars leder folien genom konduktion). Denna typ av reflekterande isolering kallas ofta superisolering. Kombinerar man denna med vakuum uppnår man extremt bra isolering. Jämför man med normal isolering i en varmvattenberedare som släpper in en effekt på uppåt 100 W kan en korrekt byggt vakuumisolerad tank släppa in under 1 W.
Normal användning är i termosar. Samma princip används i förvaring av djupkylda vätskor såsom flytande kväve och helium.
Vakuumisoleringspaneler är tunna paneler med ett kärnmaterial satt i vakuum. Värmeisoleringsförmågan är extremt hög. Panelerna används idag mestadels till kylskåp och transportboxar.

## Vakuumisolering i byggnation
Byggnationssammanhang är ett ännu experimentellt område för vakuumisolering. Isoleringsförmågan är omkring 5 gånger högre än mineralull. Paneler av vakuumisolering är praktiska exempelvis i takterrassgolv, burspråk och takkupor där det är ont om utrymme. Vid panelernas skarvar utgör den omslutande metallfolien köldbryggor, vilket höjer den genomsnittliga värmekonduktiviteten till isoleringens nackdel.